# Fa Zheng

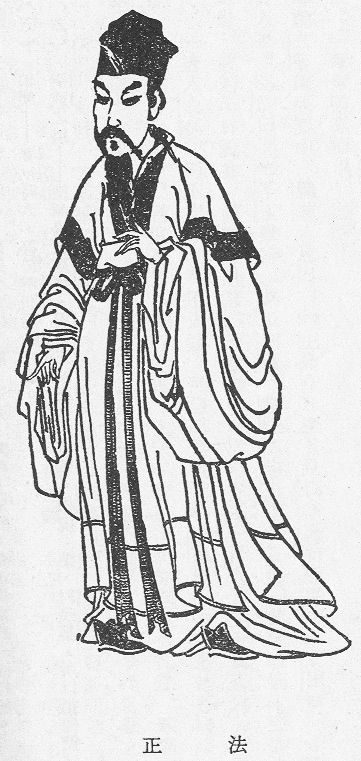
Illustration in einer Qing-Ausgabe der Geschichte der Drei Reiche.

Fǎ Zhèng (chinesisch 法正), Hofname Xiàozhí (孝直; * 175; † 220), war ein Offizier unter Liu Zhang und Liu Bei.
Er ergab sich 213 Liu Bei und half ihm bei der Eroberung von Shu Han. Nachdem Liu Zhang sich 214 ergeben hatte, wurde Fa Zheng mit der Verwaltung des Shu-Bezirks betraut. Im Jahre 219 verteidigte er mit Huang Zhong den Berg Dingjun in der Schlacht am Berg Dingjun gegen die Wei und besiegte den Wei-General Xiahou Yuan. Ein Jahr später starb er.
In Luo Guanzhongs historischem Roman Die Geschichte der Drei Reiche sagt Zhuge Liang über ihn: „Wenn Fa Zheng noch gelebt hätte, so hätte Liu Bei Wu nicht angegriffen. Und hätte er es doch getan, so hätte er nicht verloren.“
| Personendaten    | Personendaten                        |
| ---------------- | ------------------------------------ |
| NAME             | Fa Zheng                             |
| ALTERNATIVNAMEN  | Xiaozhi                              |
| KURZBESCHREIBUNG | Offizier unter Liu Zhang und Liu Bei |
| GEBURTSDATUM     | 175                                  |
| STERBEDATUM      | 220                                  |